# کوه سفید سفلی
کوه سفید سفلی، روستایی از توابع بخش رضویه شهرستان مشهد در استان خراسان رضوی ایران است. به دلیل چشم پوشی مسئولین و نماینده محترماین این روستا ۳۰کیلومتر جاده خاکی دارد که تردد مردم روستا خیلی سخت انجام میشود

## جمعیت
این روستا در دهستان پایین ولایت قرار دارد و براساس سرشماری مرکز آمار ایران در سال ۱۳۸۵، جمعیت آن ۲۰۰ نفر (۵۲خانوار) بوده‌است.